# Soumiya Labani
Soumiya Labani (sinh ngày 3 tháng 2 năm 1975 tại Safi) là một vận động viên chạy đường dài người Maroc. Cô đã tham gia cuộc đua marathon tại Thế vận hội mùa hè 2012 nhưng không hoàn thành cuộc đua.

## Doping
Labani đã thử nghiệm dương tính với doping tại Giải vô địch quốc gia xuyên quốc gia IAAF 2003 ở Lausanne và nhận lệnh cấm hai năm.